# Xã Princeton, Quận White, Indiana
Xã Princeton (tiếng Anh: Princeton Township) là một xã thuộc quận White, tiểu bang Indiana, Hoa Kỳ. Năm 2010, dân số của xã này là 1.553 người.